# Malvaviscus oaxacanus
Malvaviscus oaxacanus är en malvaväxtart som beskrevs av Standley. Malvaviscus oaxacanus ingår i släktet Malvaviscus och familjen malvaväxter. Inga underarter finns listade i Catalogue of Life.